# L'Échappée sauvage (film, 2019)
Pour l’article homonyme, voir L'Échappée sauvage.
Pour plus de détails, voir Fiche technique et Distribution.
L'Échappée sauvage (Intemperie) est un film hispano-portugais réalisé par Benito Zambrano, sorti en 2019.

## Synopsis
Espagne, 1946. Sept ans après la fin de la guerre civile, appauvri par le régime franquiste, le pays est soumis à la misère et à l'oppression. Quelque part dans le semi-désert andalou, sous un soleil brûlant, un capataz (« régisseur ») tyrannique et cruel dirige d'une main de fer une vaste hacienda où sont exploités les paysans pauvres d'un village. Un jour, un enfant fuit un sort manifestement terrible en volant la montre et de l'argent appartenant au capataz. Seulement muni d'une boussole, d'un peu d'eau et de nourriture, l'enfant parcourt une zone desséchée et cherche à rejoindre la ville. Poursuivi par le capataz et ses hommes de main qu'on suppose menacés par sa fugue, il croise le chemin d'un berger solitaire qui le prend sous son aile. Le berger, qui a été soldat lors de la guerre au Maroc, comprend que l'enfant est pourchassé, et lorsqu'ils sont retrouvés par le Cabo (« caporal ») et un sbire, il le cache et refuse de parler lorsque ceux-ci découvrent la trace de l'enfant sans pouvoir le localiser. Ils égorgent plusieurs de ses brebis puis son chien, et ils semblent prêts à tuer le berger lorsque l'enfant parvient à subtiliser un de leurs fusils et tue le sbire et blesse le Cabo lorsque celui-ci menace de tirer. Blessé, le berger envoie l'enfant chercher de l'eau à un puits distant de deux heures de marche. L'enfant trouve un cul-de-jatte qui tente de le séquestrer pour voler l'âne du berger et son chargement, mais il parvient à s'enfuir, non sans blesser gravement le cul-de-jatte. Les tortionnaires, arrivant chez celui-ci, le font parler avant de l'abattre et reprennent leur chasse. Le berger parvient à conduire l'enfant dans un village d'où il pourra gagner la ville à cheval en suivant le chemin de fer. Mais au moment où l'enfant s'élance, tous deux sont cernés par le capataz et ses hommes qui ont retrouvé leur piste. Une fois de plus, le berger refuse de livrer l'enfant contre la promesse de lui laisser la vie sauve…

## Fiche technique
- Titre original : Intemperie
- Titre français : L'Échappée sauvage
- Réalisation : Benito Zambrano
- Scénario : Benito Zambrano, Daniel Remón et Pablo Remón d'après le roman de Jesús Carrasco Jaramillo
- Photographie : Pau Esteve Birba
- Montage : Nacho Ruiz Capillas
- Musique : Mikel Salas
- Production : Juan Gordon et Pedro Uriol
- Pays d'origine : Espagne - Portugal
- Format : couleur
- Genre : thriller
- Durée : 103 minutes
- Dates de sortie : 
  - Espagne : 22 novembre 2019
  - France : 10 juillet 2020 (VOD)

## Distribution
- Luis Tosar : le berger
- Luis Callejo : le capataz
- Jaime López : l'enfant
- Vicente Romero : el Triana
- Kandido Uranga : le vieillard
- Juanjo Pérez Yuste : el Segovia
- Adriano Carvalho : le Portugais
- Manolo Caro : Tullido
- Paz de Alarcón : la mère
- Elisa López Pinilla : la sœur
- Juanan Lumbreras : le père

## Production
Le film est une coproduction hispano-portugaise dirigée par Morena Films, avec la participation d'Áralan Films, Intemperie La Película A.I.E. et Ukbar Filmes et le soutien de la RTVE, Canal Sur et Movistar+. Il a également été financé par l'Institut [espagnol] du cinéma et l'Agence andalouse d'institutions culturelles.
Le tournage a eu lieu en grande partie dans des décors naturels de la région de Grenade, à Orce, Galera, Huéscar et Puebla de Don Fadrique.

## Accueil

### Box office
Intemperie est sorti dans 166 cinémas en Espagne, le 22 novembre 2019, quinze mois après la fin du tournage. Selon les données de la société de conseil comScore, il a été vu sur 2019 par 84 945 spectateurs et a rapporté 504 546 euros.

### Critiques
Les critiques spécialisés ont été unanimes à établir un parallèle entre la mise en scène d'Intemperie et les conventions narratives des westerns. Ainsi, Eduardo de Vicente (El Periódico de Catalunya) qualifie le film de « western situé dans l'Espagne d'après-guerre » ; Quim Casas (ibidem) titre « Western à la ferme » ; Luis Martínez (El Mundo), juge que le réalisateur « recompose les règles du western pour imaginer en même temps un drame rural avec la guerre civile en fond de scène » ; Victor Esquirol (Filmaffinity) écrit que « Le Far West se déplace, une fois de plus, vers l'aridité du sud de l'Espagne »...

### Distinctions
Prix Goya 2020
| Catégorie                                                   | Nommé                                    | Résultat |
| ----------------------------------------------------------- | ---------------------------------------- | -------- |
| Prix Goya du meilleur film                                  | Prix Goya du meilleur film               | Nommé    |
| Prix Goya de l'interprétation masculine dans un second rôle | Luis Callejo                             | Nommé    |
| Prix Goya de la meilleure adaptation                        | Benito Zambrano Daniel Remón Pablo Remón | Gagnant  |
| Prix Goya de la direction de production                     | Manolo Limón                             | Nommé    |
| Prix Goya de la meilleure chanson originale                 | «Intemperie», de Javier Ruibal           | Gagnant  |